# Põhja-Sakala (commune)
Põhja-Sakala est une commune rurale située dans le comté de Viljandi en Estonie. Son chef-lieu est Suure-Jaani.

## Géographie
La commune s'étend sur 1 153 km2 dans le nord du comté.
Elle comprend les villes de Suure-Jaani et Võhma, les petits bourgs de Kõpu et Olustvere, ainsi que les villages d'Aimla, Ängi, Arjadi, Arjassaare, Arussaare, Epra, Iia, Ilbaku, Ivaski, Jaska, Jälevere, Kabila, Kangrussaare, Karjasoo, Kerita, Kibaru, Kildu, Kirivere, Kobruvere, Koksvere, Kootsi, Kuhjavere, Kuiavere, Kuninga, Kurnuvere, Kõidama, Kõo, Kärevere, Laane, Lahmuse, Lemmakõnnu, Lõhavere, Loopre, Maalasti, Mäeküla, Metsküla, Mudiste, Munsi, Navesti, Nuutre, Paaksima, Paelama, Paenasti, Päraküla, Pilistvere, Põhjaka, Punaküla, Reegoldi, Riiassaare, Rääka, Sandra, Saviaugu, Seruküla, Soomevere, Supsi, Sürgavere, Tääksi, Taevere, Tällevere, Tipu, Uia, Ülde, Unakvere, Vanaveski, Vastemõisa, Venevere, Vihi, Võhmassaare, Võivaku et Võlli.  

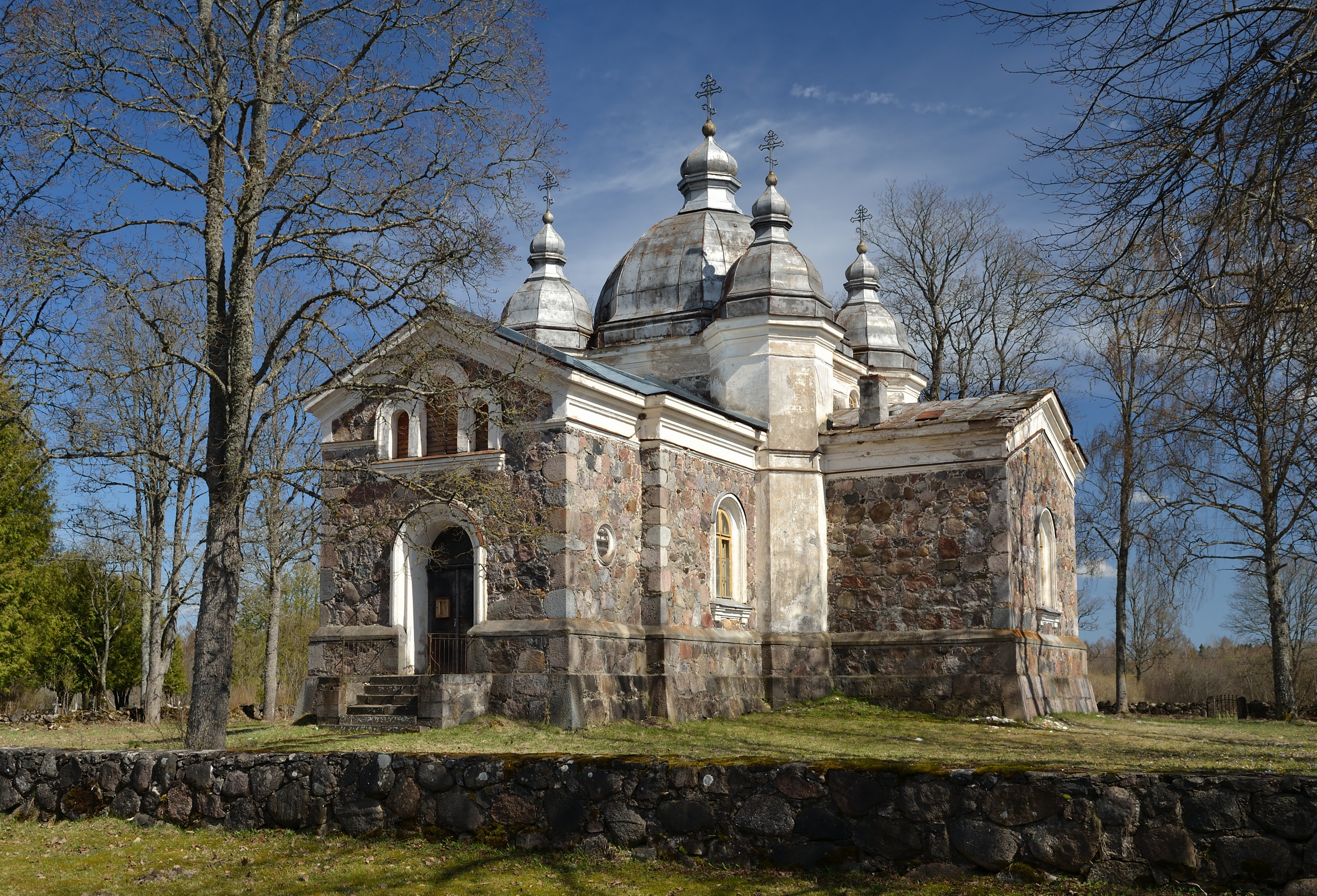
Põhja-Sakala – Vue

## Histoire
La commune est créée en octobre 2017 lors d'une réorganisation administrative par la fusion des communes de Kõo, Kõpu, Suure-Jaani et Võhma.

## Démographie
Le 1er janvier 2019, la population s'élevait à 7 959 habitants. 